# Guillaume Girard
Guillaume Girard est un comédien québécois jouant dans la série québécoise Frank vs Girard. Dans la série, Girard se fait constamment harceler par Frank son colocataire. Frank est un être extrêmement perfide et crapuleux qui a le don d'énerver Girard. Girard est quelqu'un d'honnête et qui ne croit pas en la tricherie contrairement à Frank.
Guillaume Girard a étudié au Petit Séminaire de Québec, aujourd'hui le Collège François-de-Laval. Il a même fait une publicité pour son ancienne école en 2012 avec des élèves de celle-ci.
Guillaume Girard est aussi apparu dans le court métrage de Yan Ladouceur et Simon Lamontagne Dans de Beaux Draps. C'est un court métrage qui raconte l'histoire d'un homme qui mène un combat contre un ennemi très particulier, les draps de son lit qui ne cessent de se défaire. Ce court métrage a lieu dans un motel peu ragoûtant.
Il a aussi notamment joué dans la pièce de théâtre, un nid pour quoi faire.
Guillaume Girard aurait aussi joué dans SNL Québec en tant que lecteur de nouvelles dans les nouvelles SNL. En 2015, on peut le retrouver dans l'émission à sketch Le Nouveau Show avec la même équipe de SNL Québec.